# Jean Decroos
Jean Auguste Lucien Decroos (Calais, 9 mei 1932 – Angers, 27 april 2008) was een Franse cellist die in Nederland woonde en werkte. Hij was ruim 30 jaar solocellist van het Koninklijk Concertgebouworkest in Amsterdam.
Decroos begon met muzieklessen toen hij 12 jaar oud was. Hij studeerde aan het Conservatorium van Parijs bij Paul Tortelier en André Navarra. In 1955 ging hij naar Italië waar hij zijn eerste opname maakte, het celloconcert van Luigi Boccherini met het kamerorkest van Florence.
Decroos vestigde zich in Nederland waar hij solocellist werd van het Radio Filharmonisch Orkest en in 1962 eerste solocellist van het Concertgebouworkest.
Decroos speelde in vele landen in Europa en in Saoedi-Arabië, Israël, Indonesië, India en Sri Lanka. Hij gaf regelmatig
concerten in Nederland en daarbuiten. Samen met zijn vrouw, de pianiste Danièle Dechenne, vormde hij een vast duo. Verder maakte hij samen met zijn vrouw en Herman Krebbers deel uit van het Guarneri Trio dat hij zelf oprichtte.
Hij maakte een groot aantal opnames met onder andere de celloconcerten van Antonín Dvořák en Frank Martin, de sonates van Johannes Brahms, Gabriel Fauré, Julius Röntgen en Claude Debussy en de zes suites voor solo cello van Johann Sebastian Bach. In de periode 2003-2007 nam hij samen met zijn vrouw Danièle Dechenne ook negen cellosonates en één solosonate op drie cd's op van de Nederlandse componist Julius Röntgen.
Hij won een aantal belangrijke concoursen, zoals het Pablo Casals Concours in Tel Aviv, het Concours International in Genève en het Casals-Kreisler Concours in Luik.
Decroos was hoofdvakdocent van het Conservatorium van Amsterdam en het Koninklijk Conservatorium in Den Haag. 
Decroos speelde aanvankelijk op een Guarneri-cello en later op een instrument gebouwd door Giovanni Baptista Rogeri, gemaakt in Brescia in 1696.
Tijdens een concert in Angers op zondag 27 april 2008 samen met zijn vrouw, overleed Decroos op 75-jarige leeftijd plots aan een hartstilstand. 10 maten voor het einde van de cellosonate van Sergej Prokofjev bezweek hij. Hij werd op vrijdag 2 mei 2008 begraven in het Zuid-Franse dorpje Saint-Sozy.
- Bibliothèque nationale de France: cb139346142 (data)
- Gemeinsame Normdatei: 13435639X
- International Standard Name Identifier: 0000 0000 8156 967X
- Library of Congress Control Number: no92002667
- MusicBrainz: 9bd613dc-20bb-402b-a71d-1f0fa6ba1d5c
- Nationale Bibliotheek van Tsjechië: xx0151198
- Nationale Bibliotheek van Israël: 987007319428605171
- Nederlandse Thesaurus van Auteursnamen: 073726850
- Virtual International Authority File: 76503941
- WorldCat: E39PBJgX9Jjfy8phfVTw9RY3wC